# Urraca Garcês de Pamplona
Urraca Garcês de Pamplona (m. d. 1031) foi infanta de Pamplona e rainha consorte de Leão (1023-1028).
Era filha de Garcia Sanches II de Pamplona e de Jimena Fernandes, sendo irmã de Sancho Garcês III de Pamplona.
Em 1023 tornou-se a segunda esposa de Afonso V de Leão. Deste casamento nasceu a infanta Jimena de Leão.